# Ленкі-Крулевські
Ленкі-Крулевські (пол. Łęki Królewskie) — село в Польщі, у гміні Ренчно Пйотрковського повіту Лодзинського воєводства.
Населення — 144 особи (2011).
У 1975-1998 роках село належало до Пйотрковського воєводства.

## Демографія
Демографічна структура станом на 31 березня 2011 року:
|          | Загалом | Допрацездатний вік | Працездатний вік | Постпрацездатний вік |
| -------- | ------- | ------------------ | ---------------- | -------------------- |
| Чоловіки | 65      | 13                 | 43               | 9                    |
| Жінки    | 79      | 20                 | 45               | 14                   |
| Разом    | 144     | 33                 | 88               | 23                   |